# Pittosporum revolutum
Pittosporum revolutum är en tvåhjärtbladig växtart som beskrevs av Jonas Dryander. Pittosporum revolutum ingår i släktet Pittosporum och familjen Pittosporaceae. Inga underarter finns listade.

## Bildgalleri

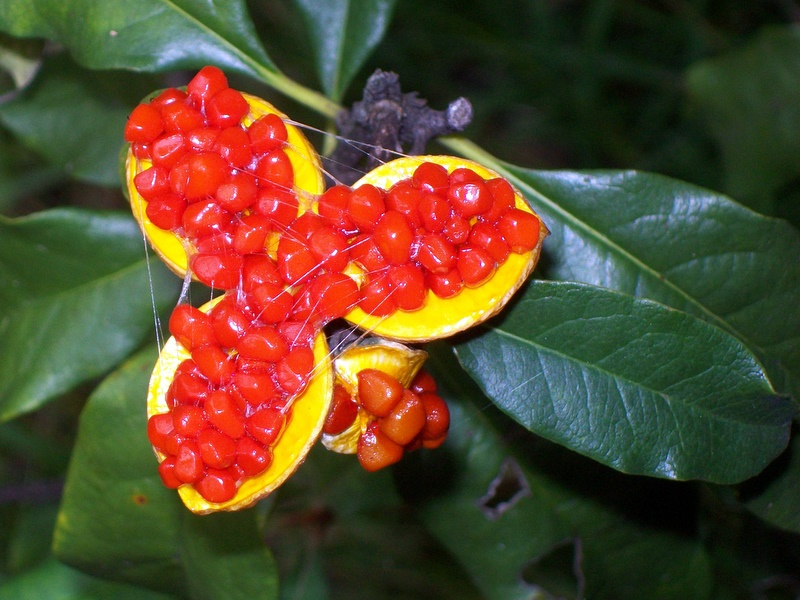